# (24654) Fossett
(24654) Fossett (1987 KL) – planetoida z grupy przecinających orbitę Marsa okrążająca Słońce w ciągu 2,61 lat w średniej odległości 1,89 j.a. Odkryta 29 maja 1987 roku.